# Jacques Denis Louis Leberton
Jacques Denis Louis Leberton, né le 25 août 1754 à Rozay-en-Brie (Seine-et-Marne), mort le 19 juillet 1846 à Paris, est un militaire français de la Révolution et de l’Empire.

## États de service
Il entre en activité le 22 février 1775, comme cavalier dans la compagnie générale des monnaies de France, et il est congédié le 24 janvier 1781.
Le 9 août 1789, il intègre la garde nationale de Provins, comme capitaine, et il passe avec son grade le 11 septembre 1791, dans le 1er bataillon de volontaires de Seine-et-Marne. Affecté à l’armée du Nord, il surprend dans la nuit du 30 au 31 octobre 1792, à la tête de 21 hommes de son bataillon, près le village de Rumegies, une grand’garde ennemie forte de 54 autrichiens, dont une partie est tuée et le reste fait prisonnier. 
Le 14 mars 1794, il est admis en qualité de capitaine provisoire dans le 10e régiment de hussards, et il se fait remarquer dans les affaires qui ont lieu à Rousselaer et à Oudenarde les 27 mars et 1er avril 1794. Dans la journée du 27, il attaque avec quelques hussards un parti de 18 à 20 grenadiers ennemis auxquels il fait mettre bas les armes. Le 1er avril, il soutient à la tête de 3 escadrons, la retraite de la division Despeaux, charge à plusieurs reprises, jusque dans la place, les cuirassiers autrichiens, et sabre les canonniers sur leurs pièces. Chargé le 5 juillet 1794, d’une reconnaissance avec 6 hommes de son régiment, il fond avec impétuosité sur les tirailleurs ennemis, en tue une partie et poursuit le reste à travers les faubourgs de la ville d’Oudenarde. Il est grièvement blessé à la partie inférieure du visage dans cette dernière affaire. Confirmé dans son grade le 18 juillet 1794, il fait les campagnes des armées du Nord, de l’Ouest de l’an III à l’an VII, et il obtient le 17 octobre 1799, le grade de chef d’escadron.
Passé à l’armée d’Italie, Leberton y commande son régiment au combat du 13 juin 1800, devant Acqui, où il repousse jusque dans la ville, avec 150 cavaliers, le 1er régiment de dragons de l’Empereur. Il est blessé grièvement à la tête dans cet engagement, et laissé pour mort sur le champ de bataille. Reconnu après la prise de la ville, il est transporté immédiatement dans une auberge, où il reçoit tous les soins qui exigent sa position. Le 6 septembre 1800, il est affecté avec son grade dans le 14e régiment de cavalerie, et le 29 octobre 1803, il est nommé major au 29e régiment de dragons. Il est fait chevalier de la Légion d’honneur le 25 mars 1804.
Il reste à l’armée d’Italie jusqu’en 1806, commande la garde du maréchal Masséna, et passe au service du roi de Naples, qui le nomme colonel le 27 juin 1806, et adjudant-commandant le 2 décembre 1806.
Rentré avec son grade au service de la France, il devient le 22 février 1807, aide de camp du maréchal Masséna. Le 8 juillet 1807, l’Empereur lui confie le commandement supérieur du camp d’Ecloo dans la 24e division militaire, et le 18 février 1809, il passe chef d’état-major de la division Carra-Saint-Cyr. Le 29 avril 1809, il commande le dépôt de cavalerie à l’armée d’Allemagne, et le 24 septembre suivant il est commandant supérieur des forts ainsi que de la ville de Klagenfurt. Il est créé chevalier de l’Empire le 16 décembre 1810.
Le 15 mai 1812, il reçoit le commandement supérieur de la ville et de la citadelle de Spandau, jusqu’à l’arrivée du général Bruny, où il ne garde que le commandement de la citadelle, qu’il conserve jusqu’à la reddition. Cette reddition a lieu après huit jours de siège et de bombardement, et après l’explosion des magasins à poudre. 
Rentré en France le 6 août 1813, il est admis à la retraite le 19 septembre suivant. 
Il est rappelé à l’activité le 1er janvier 1814, comme commandant de la citadelle de Neuf-Brisach, et le 4 février suivant, il prend les fonctions de chef d’état-major de la division des Gardes d’honneur, commandée par le général Defrance. Il est réadmis à la retraite le 14 avril 1814.
Il meurt le 19 juillet 1846, à Paris.

## Dotation
- Dotation de 2 000 francs de rente annuelle sur Erfurt le 19 mars 1808.

## Armoiries
| Armoiries | Nom du chevalier et blasonnement |
| --------- | --- |
|           | Chevalier Jacques Denis Louis Leberton de Balfontaine et de l'Empire, décret du 15 août 1809, lettres patentes du 16 décembre 1810. Tiercé en fasce, d'or à trois roses de gueules, tigées et feuillées de sinople ; de gueules au signe des chevaliers légionnaires et d'azur à la tour crénelée de trois pierres d'or. Livrées : les couleurs de l'écu, le verd en bordure seulement. |

## Sources
- A. Lievyns, Jean Maurice Verdot, Pierre Bégat, Fastes de la Légion-d'honneur, biographie de tous les décorés accompagnée de l'histoire législative et réglementaire de l'ordre, Tome 4, Bureau de l’administration, 1844, 640 p. (lire en ligne), p. 373.
- Commandant G. Dumont, Bataillons de volontaires nationaux, (cadres et historiques), Paris, Lavauzelle, 1914, p. 312.
- « La noblesse d’Empire » (consulté le 25 avril 2017)
- Vicomte Révérend, Armorial du premier empire, tome 3, Honoré Champion, libraire, Paris, 1897, p. 66.
- Danielle Quintin et Bernard Quintin, Dictionnaires des colonels de Napoléon, S.P.M., 2013, 978 p. (ISBN 978-2-296-53887-0, lire en ligne), p. 115
- M. Lemaire et A. Hugues, Inventaire-sommaire des archives départementales. Seine-et-Marne, volume 1, 1863, p. 53.